# بلورة الزمكان
بلورة الزمكان Time crystal هي هيكل افتراضي ذو حركة دورية، حتى في حالات الطاقة المنخفضة، وهذهِ القدرة تنتهك التناظر الأساسي في الفيزياء والذي يسمى تناظر الوقت الانتقالي، ولكن أثبت الفيزيائيين أمكانية وجود هذه البلورات.
في عام 2012، إقترح فرانك ويلكزك وفريق من علماء الفيزياء النظرية في معهد ماساتشوستس للتكنولوجيا إنهُ قد يكون مِن الممكن إضافة بعد رابع (الزمن) إلى البلورة، وبالتالي جعلها قادرةً على التحرك بشكلٍ دوري والعودة إلى حالتها الأصلية مراراً وتكراراً، أي تحقق الحركة الأبدية ؛ وهي في الحالة الطاقية المنخفضة كما ترتبط هذه البلورات مع مفهوم تأثير كازيمير.
في عام 2016 ساهم نورمان ياو وزملاؤه من جامعة كاليفورنيا، بيركلي بدفع التوجه العام نحو قبول إنشاء هذه البلورات بالمختبر، ليستثمر هذا فريقين بارزين هما مجموعة كريستوفر مونرو من جامعة ماريلاند  ومجموعة ميخائيل لوكين [الإنجليزية] من جامعة هارفارد، حيث أثبتت تجارب الفريقين إمكانية أيجاد هذه البلورات على أرض الواقع ونشرت تجاربهم في الدوريات العلمية.

## لمحة تاريخية
تم طرح فكرة بلورة الزمكان لأول مرة عام 2012 من قبل فرانك ويلكزك، أستاذ في معهد ماساتشوستس للتكنولوجيا والحائز على جائزة نوبل.
وفي عام 2013، اقترح شيانغ تشانغ، مهندس النانو في جامعة كاليفورنيا، بيركلي، وفريقه إنشاء بلورة زمنية على شكل حلقة متغيرة باستمرار من الأيونات المشحونة.
رداً على ويلكزك وزانغ، قام باتريك برونو، المنظر في المرفق الأوروبي للإشعاع السنكروتروني في غرونوبل، فرنسا، بنشر عدة مقالات في عام 2013 يدعي فيها أن بلورات الزمكان كانت مستحيلة. أيضا في وقت لاحق أظهر ماساكي أوشيكاوا من جامعة طوكيو أن بلورات الزمكان ستكون مستحيلة في حالتها الطاقية الأرضية؛ علاوة على ذلك، أشار إلى أن أي مادة لا يمكن أن توجد في حالة عدم توازن وهي في حالتها الأرضية.
طور العمل اللاحق تعريفات أكثر دقة لكسر تناظر الترجمة الزمنية، مما أدى في النهاية إلى إثبات "النظرية المحجوبة [الإنجليزية]" أن بلورات الوقت الكمومية المتوازنة غير ممكنة.